# Jackass 2.5
Jackass 2.5 is een Amerikaanse speelfilm uit 2007 en de opvolger van Jackass Number Two. In de film laten de acteurs een reeks extreme en spectaculaire stunts, streken en andere uitspattingen zien die niet in Jackass Number Two waren. Naast de 64 minuten film is er negentig minuten bonusmateriaal bij de DVD inbegrepen. Het werd online uitgebracht Blockbuster.com en Hulu als een gratis vertoning op 19-31 december 2007 en op dvd op 26 december 2007. Het bevat speciale functies zoals het maken van Jackass 2.5, het maken van Jackass: The Game, verwijderde scènes, fotogalerij en extra beelden.

## Stunts
De film begint met de hele cast die op het podium marcheert. Ze staan met z'n allen naast elkaar en slaan elkaar in hun ballen met hun geweer.
1. Beauty and the Best - Preston Lacy en Wee Man recreëren de King Kong -film, waarin Preston is geschilderd als King Kong en Wee Man gekleed is als de jonkvrouw in nood , en de jongens speelgoedvliegtuigen besturen, daarna valt Preston van het bouwtoilet en rolt een heuvel af. De volgende dag proberen Preston en Wee Man de stunt opnieuw, maar deze keer verplettert Preston de vliegtuigen, maar kort daarna valt Preston van het port-o-potty en rolt ze weer van een heuvel af.
2. Meatball Slingshot - Phil Margera probeert een gehaktbal te eten, maar met de hulp van zijn zoon Bam Margera slingert hij de gehaktbal in het oog van zijn vader.
3. Dizzy Boxing - Dave England en Ehren McGhehey proberen te boksen nadat ze op draaistoelen zijn rondgedraaid, met Preston Lacy als scheidsrechter en Chris Pontius als de manager van Dave. Na drie rondes van de wedstrijd wint Ehren door knock-out.
4. Butt Bead Ass Kite - Bam Margera steekt anale kralen vastgebonden aan een vlieger in zijn anus en probeert de vlieger met de anale kralen op het strand te vliegen.
5. El Matador - Wee Man wordt een matador en probeert een babystier naar een rode cape te lokken.
6. Firework Bazooka - Bam Margera, Brandon DiCamillo en Ryan Dunn schieten vuurwerk uit een zelfgemaakte bazooka in het huis van April Margera en Phil Margera.
7. Port-a-Potty Push - Preston Lacy gooit een bouwtoilet omver met Bam Margera erin.
8. The Crab Clamp - Johnny Knoxville haalt grappen met de jongens uit door een klem met een neppe krab op hun armen te plaatsen.
9. Cymbal Wake Up - Preston Lacy maakt DJ Paul wakker door herhaaldelijk twee cimbalen boven hem tegen elkaar te slaan.
10. The Water Gun - Wee Man maakt Juicy J, Loomis Fall en Ryan Dunn bang door pis op hen te spuiten met een waterpistool.
11. Inflatable Raft - Een van de crewleden zet een opblaasbaar vlot in Bam Margera's Lamborghini, dat opblaast wanneer zowel Bam als Johnny Knoxville instappen, waardoor het zonnedak eruit springt en de voorruit barst.
12. Human Golf Tee - Johnny Knoxville en Bam Margera proberen een golfbal uit de reet van Ryan Dunn te slaan. Later probeert een man een golfbal van de rits van Bam te slaan.
13. Hit The Idiots - Wee Man en Chris Pontius staan op de golfbaan en worden geraakt door golfballen.
14. Prostate Exam - Johnny Knoxville gaat naar een dokter om zijn prostaat te controleren. Daarna plast Knoxville in een beker en gooit die naar cameraman Rick Kosick.
15. Rattlesnake Salad Toss - Steve-O laat een ratelslang een opgeblazen condoom dat aan zijn reet is geplakt bijten.
16. Snapping Turtle Bite - Chris Pontius wordt op zijn neus gebeten door een bijtschildpad.
17. The Aghori's - Dave England, Chris Pontius en Steve-O ontmoeten een Aghori stam.
18. Miller Time - Shridhar Chillal schenkt bier op zijn lange vingernagels terwijl Steve-O de bier eronder drinkt.
19. Bed of Nails - Ehren McGhehey probeert op een spijkerbed te liggen met een cobra bovenop hem terwijl de slangenbezweerders op de fluit spelen.
20. R.E.A.C.T. Bullet - Preston Lacy wordt neergeschoten met een ALS op zijn achterste; drie uur later krijgt Preston een blauwe plek.
21. Cajun Obstacle Course - De jongens, verkleed als gevangenen, rijden skateboards in de modder, kruipen onder prikkeldraad in de modder met krokodillen, rennen met een krachtige ventilator, rennen door een hok met varkens, worden neergeschoten met paintballs door professionele paintballers, en proberen een slok nemen van tabaksspuugbekers. Bam wint de hindernisbaan.
22. The Test Drive - Johnny Knoxville's opa, Irving Zisman, is bij een autodealer om een proefrit te maken, terwijl skater Clyde Singleton de proefrit probeert te verknoeien en ruzie maakt met de dealer, terwijl Irving wegrent.
23. The Deconstruction Site - Johnny Knoxville, nog steeds als Irving Zisman is op een bouwplaats en probeert te vechten met de arbeiders.
24. Bam Margera plast in een kopje en krijgt het door cameraman Dimitry Elyashkevich recht voor zijn eigen moeder op zijn gezicht gegooid.
25. Mini Motorcycle Mayham - De jongens proberen samen met Mat Hoffman mini-motorfietsen te rijden in een supermarkt en voedselvoorraden te vernietigen door de hele winkel.
26. The Poof - Johnny Knoxville doet babypoeder op de reet van Wee Man terwijl hij probeert een scheet te laten.
27. The Butt Bellows - De jongens trekken samen met Mike Judge grassprieten om te zien wie de kortste heeft. De verliezer, Preston Lacy, laat de jongens blaasbalgen in zijn reet gebruiken om te proberen hem een scheet te laten laten.

De film eindigt met de hele cast die in niks behalve hun onderbroek dans.

## Cast

### Hoofdrollen
- Johnny Knoxville
- Bam Margera
- Preston Lacy
- Dave England
- Chris Pontius
- Wee Man
- Ehren McGhehey
- Steve-O
- Ryan Dunn

### Gastoptredens
- Brandon DiCamillo
- Rake Yohn
- Brandon Novak
- April Margera, Phil Margera en Jess Margera
- Loomis Fall
- Manny Puig
- David Weathers
- Mat Hoffman
- Clyde Singleton
- Three 6 Mafia
- Marisa Magee
- Jeffrey Ross
- Mike Judge
- Jack Polick
- Shridhar Chillal

### Crewleden die in beeld verschijnen
- Regisseur en producent Jeff Tremaine
- Producent Spike Jonze
- Cameramannen Dimitry Elyashkevich, Rick Kosick, Lance Bangs en Greg "Guch" Iguchi
- Co-producent en fotograaf Sean Cliver
- Fotograaf Ben "Benzo" Kaller
- Audiomixer Cordell Mansfield
- Kostuumontwerpster Sarah de Sa Rego
- Microfoongiekoperateur Seamus Frawley

## Trivia
- Dit is de laatste Jackass film waar Brandon DiCamillo in verschijnt.
- Ryan Dunn verschijnt alleen in archiefbeelden in deze film. Hij was depressief geworden nadat hij tijdens het filmen een levensbedreigende bloedstolsel had opgelopen en daarna de ziekte van Lyme had opgelopen, dus weigerde hij zichzelf beschikbaar te stellen voor interviews of commentaar.
- Bam Margera voert de meeste stunts uit in deze film. Steve-O voert de minste stunts uit.
- De "Prostate Exam" scène was eigenlijk gefilmd voor Wildboyz.